# Minardi M193
La Minardi M193 è una monoposto costruita dalla Minardi per disputare il Campionato mondiale di Formula 1 1993.

## Minardi M193

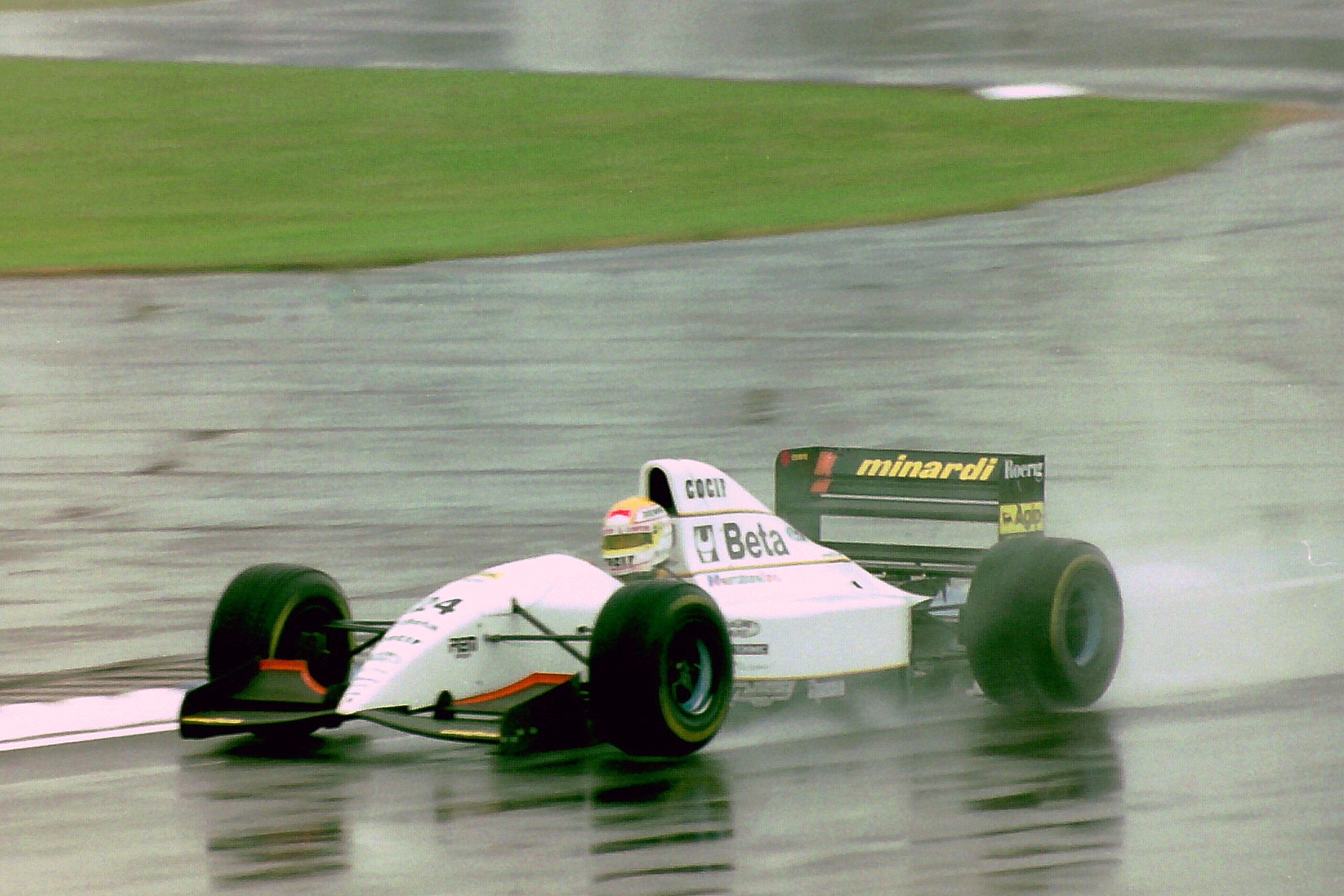
Pierluigi Martini impegnato durante le prove libere del Gran Premio di Gran Bretagna

La Minardi, dopo aver accumulato debiti con le forniture di motori Ferrari e Lamborghini degli anni precedenti, era in pesante disavanzo e rischiava il fallimento.
A tal ragione Brunner e Costa progettarono una vettura molto semplice, ma priva di dispositivi elettronici come, ad esempio, le sospensioni attive e il controllo di trazione.
Inoltre la M193 montava motori Ford HB di VI generazione, anche se, secondo alcune fonti, il team utilizzò anche i Ford HB di V generazione per concludere il campionato.
Come piloti furono scelti Christian Fittipaldi, nipote di Emerson, e Fabrizio Barbazza. Fittipadi fu sostituito da Jean-Marc Gounon per le ultime due gare della stagione e Barbazza fu sostituito da Pierluigi Martini da metà stagione in poi.
Nonostante le difficoltà affrontate dal team faentino, l'inizio del campionato fu sorprendente: Fittipaldi arrivó quarto in Sudafrica e quinto a Monaco, mentre Barbazza si classificó sesto a Imola e a Donington Park. Dopo 6 gare la Minardi era davanti alla Ferrari in classifica, però col proseguire del campionato non si poteva sviluppare la macchina né svolgere alcun test e le prestazioni andarono sempre peggiorando.
Da evidenziare un episodio tragi-comico durante il Gran Premio d'Italia: Durante l'ultimo giro, Fittipaldi tamponò il compagno di squadra Martini nel rettilineo del traguardo, compiendo una piroetta completa prima di atterrare sul circuito. Fortunatamente sia il pilota brasiliano che il suo compagno di squadra risultarono illesi.
La Minardi chiuse dunque all'ottavo posto in classifica con 7 punti all'attivo, ma la situazione economica non è migliorata affatto e il team sembrava avviato verso il fallimento.

## Minardi M193B

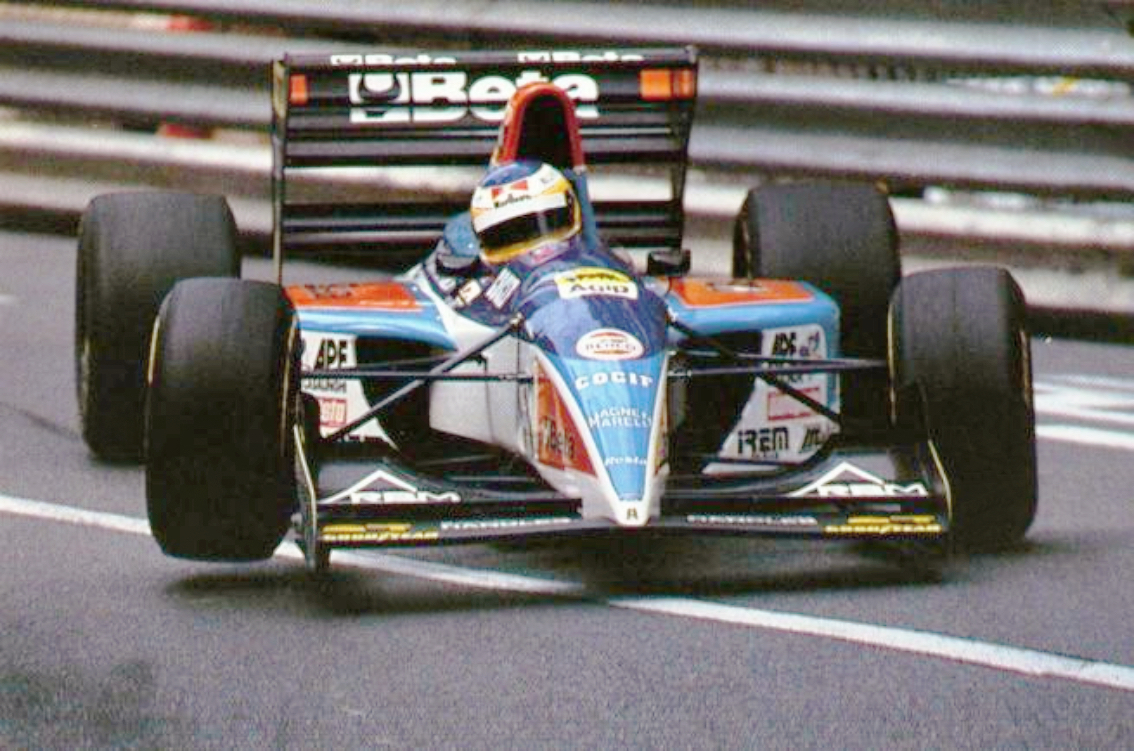
Alboreto conclude il Gran Premio di Monaco in sesta posizione: è l'ultima apparizione in zona punti del pilota milanese

Dopo mesi di trattative, la Minardi si accordò per una fusione con la Scuderia Italia: il patron del team bresciano Lucchini finanziò il team faentino per due anni (che così ebbe modo di sopravvivere), mentre Gian Carlo Minardi rimase alla guida del team.
A causa dell'incertezza per il futuro, la progettazione della nuova M194 partì in ritardo e la Minardi arrangiò una versione rivista della M193, rinominata M193/B. Nonostante gli aggiornamenti alla vettura, il problema era ancora dato dal motore, un Ford HB di VII generazione, motore inferiore rispetto a quello usato dalla concorrenza.
Per la stagione 1994 venne confermato Martini e venne ingaggiato Michele Alboreto, proveniente dalla Scuderia Italia e alla sua ultima stagione in Formula 1.
Nonostante fosse una macchina da metà gruppo, Alboreto arrivò sesto a Montecarlo e Martini arrivò quinto in Spagna. Durante il Gran Premio di San Marino Alboreto fu protagonista di un incidente nella corsia box: dopo il pit-stop, la Minardi del pilota milanese perse una ruota a 140 km/h (non esistevano ancora i limiti di velocità nella corsia box), ferendo tre meccanici Ferrari, un meccanico Lotus e un meccanico Benetton. I 5 meccanici coinvolti vennero poi curati in ospedale.
La M194 debuttò poi dal Gran Premio del Canada.

## Risultati
| Anno | Vettura | Motore           | Gomme | Piloti     |     |     |   |     |     |    |     |     |     |    |     |     |   |   |     |     |  |  |  |  |  |  |  |  | Punti | Pos. |
| ---- | ------- | ---------------- | ----- | ---------- | --- | --- | - | --- | --- | -- | --- | --- | --- | -- | --- | --- | - | - | --- | --- |  |  |  |  |  |  |  |  | ----- | ---- |
| 1993 | M193    | Ford HBC6 3.5 V8 | G     | Fittipaldi | 4   | Rit | 7 | Rit | 8   | 5  | 9   | 8   | 12  | 11 | Rit | Rit | 8 | 9 |     |     |  |  |  |  |  |  |  |  | 7     | 8º   |
| 1993 | M193    | Ford HBC6 3.5 V8 | G     | Gounon     |     |     |   |     |     |    |     |     |     |    |     |     |   |   | Rit | Rit |  |  |  |  |  |  |  |  | 7     | 8º   |
| 1993 | M193    | Ford HBC6 3.5 V8 | G     | Barbazza   | Rit | Rit | 6 | 6   | Rit | 11 | Rit | Rit |     |    |     |     |   |   |     |     |  |  |  |  |  |  |  |  | 7     | 8º   |
| 1993 | M193    | Ford HBC6 3.5 V8 | G     | Martini    |     |     |   |     |     |    |     |     | Rit | 14 | Rit | Rit | 7 | 8 | 10  | Rit |  |  |  |  |  |  |  |  | 7     | 8º   |

| Anno | Vettura | Motore           | Gomme | Piloti   |     |     |     |     |     |  |  |  |  |  |  |  |  |  |  |  |  |  |  |  |  |  |  |  | Punti | Pos. |
| ---- | ------- | ---------------- | ----- | -------- | --- | --- | --- | --- | --- |  |  |  |  |  |  |  |  |  |  |  |  |  |  |  |  |  |  |  | ----- | ---- |
| 1994 | M193B   | Ford HBC7 3.5 V8 | G     | Martini  | 8   | Rit | Rit | Rit | 5   |  |  |  |  |  |  |  |  |  |  |  |  |  |  |  |  |  |  |  | 5*    | 10º  |
| 1994 | M193B   | Ford HBC7 3.5 V8 | G     | Alboreto | Rit | Rit | Rit | 6   | Rit |  |  |  |  |  |  |  |  |  |  |  |  |  |  |  |  |  |  |  | 5*    | 10º  |

- Altri due punti con la M194